# Lapónia
Lapónia (português europeu) ou Lapônia (português brasileiro) é uma região no norte da Escandinávia, que abrange território de quatro países: Noruega, Suécia, Finlândia e Federação Russa (península de Kola) e que corresponde à região onde habitam os sámi, tradicionalmente conhecidos como lapões.
Cerca de 80 mil a 100 mil lapões (sámi) vivem numa área de 390 mil quilómetros quadrados, juntamente com suecos, noruegueses, finlandeses e russos.
A província mais setentrional da Finlândia é a Lapónia finlandesa (Lappi em finlandês). De modo similar, a província sueca mais setentrional é a Lapónia sueca (Lappland em sueco).
É uma das regiões mais procuradas do mundo na época do Natal  por tradicionalmente ser conhecida como a casa do Papai Noel (Pai Natal em Portugal).

## Geografia

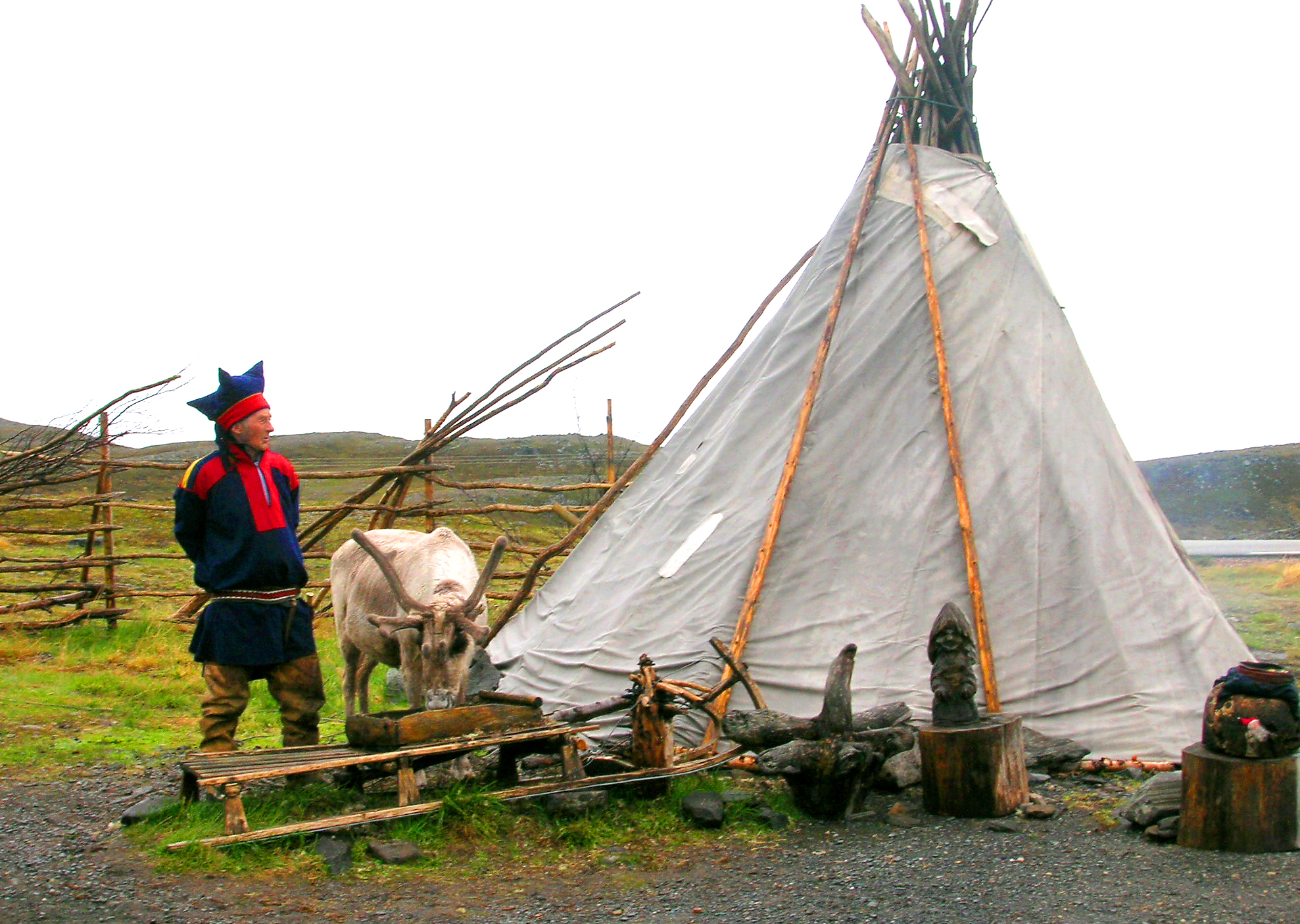
Lapões noruegueses na região de Nordkapp.

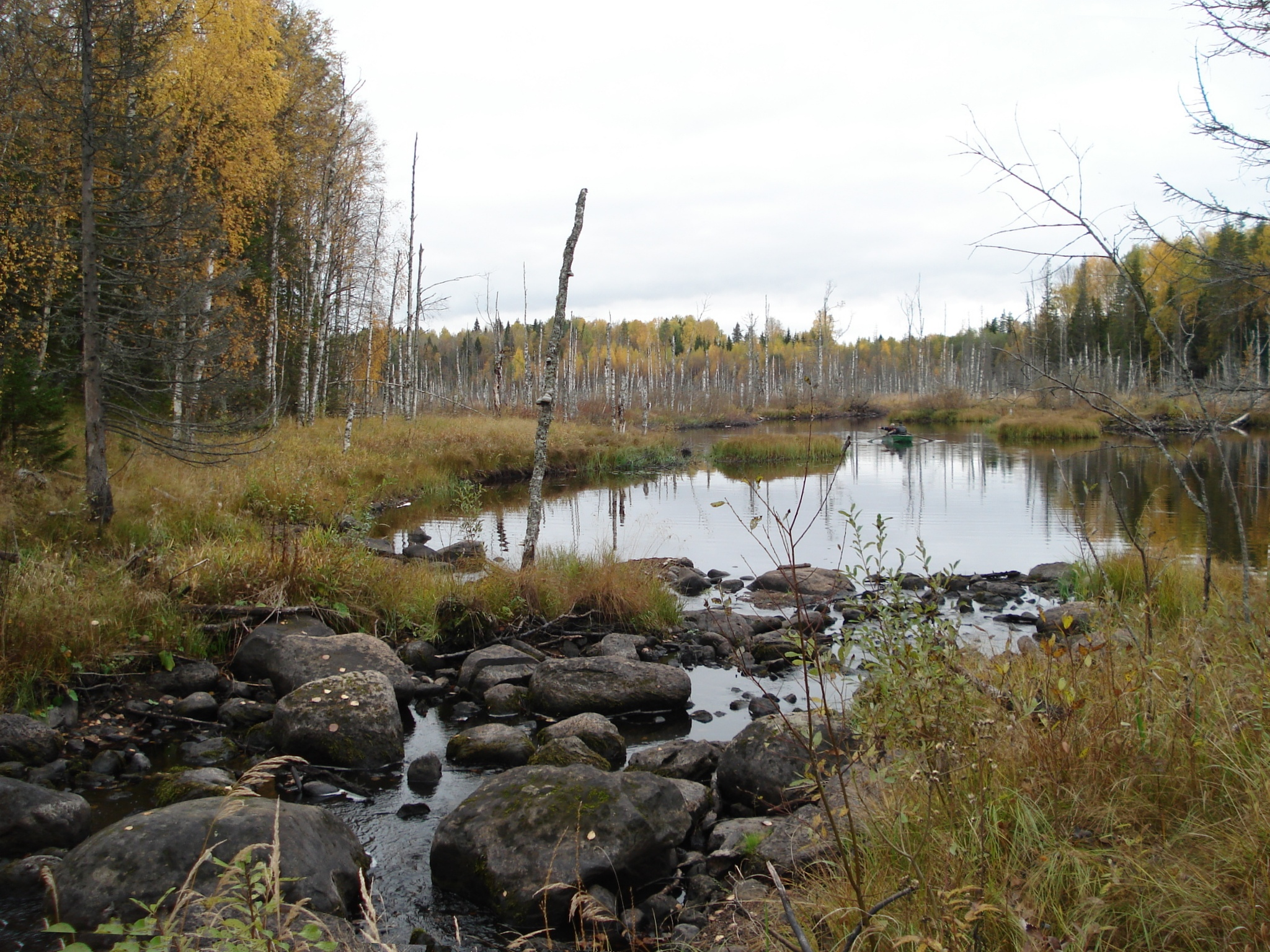
Paisagem lapoa na Rússia

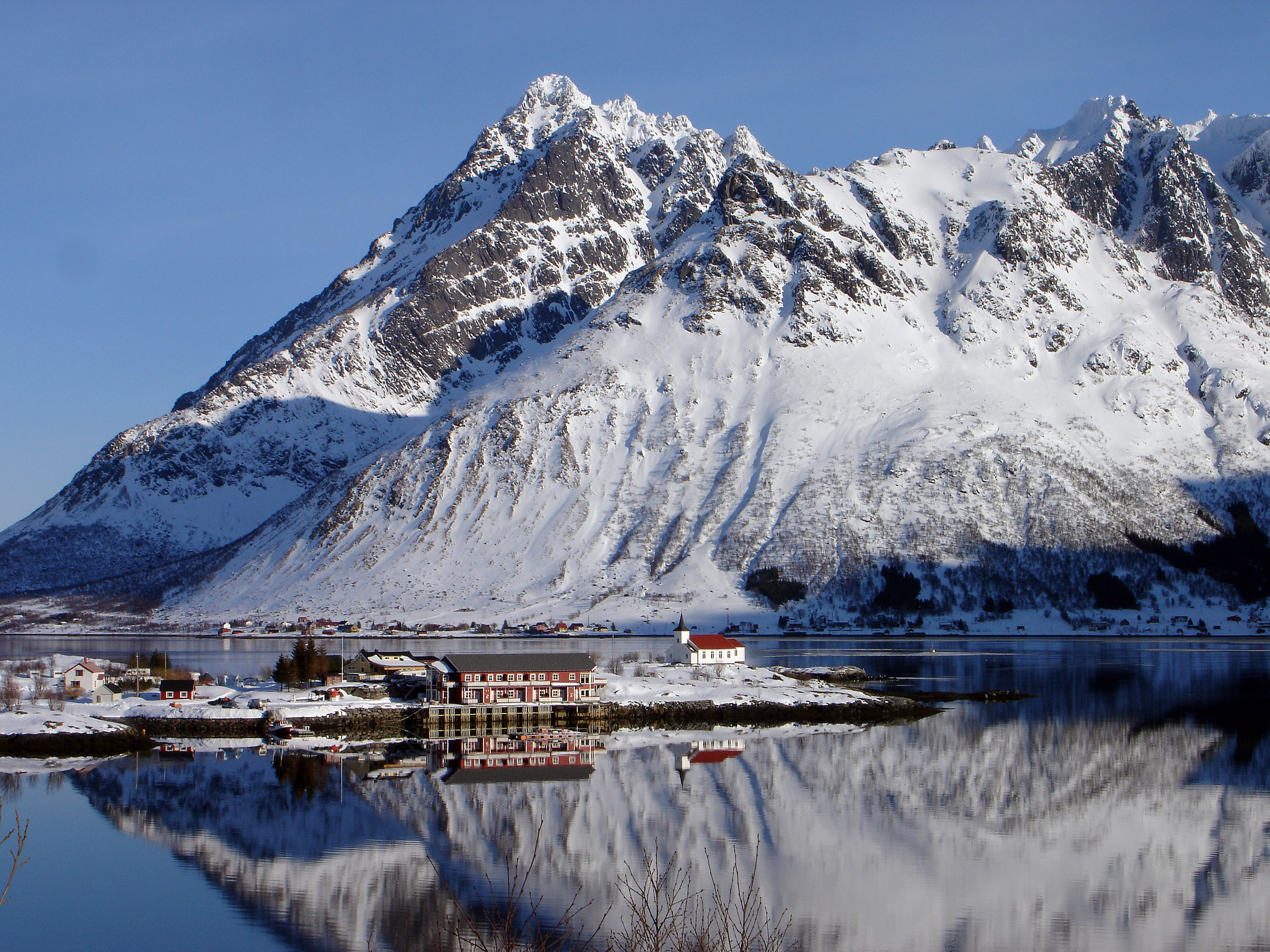
Paisagem lapoa na Noruega

O clima é subártico e a vegetação é esparsa no extremo norte, enquanto no sul aparece a floresta boreal. A costa oeste (na Noruega) é montanhosa mas tem Invernos mais suaves e mais precipitação que as planícies centrais e orientais. As temperaturas variam entre os 15 °C positivos no Verão e os -50 ºC no Inverno.
A Lapónia é rica em depósitos minerais de valor, particularmente minério de ferro na zona sueca, cobre na norueguesa, e níquel e apatite na russa. Renas, lobos, ursos e aves marítimas e terrestres são a fauna mais comum. A pesca é abundante, tanto fluvial como marítima. Todos os portos no mar da Noruega e os do mar de Barents a nordeste de Murmansk estão livres de gelo no Inverno. O golfo de Bótnia congela habitualmente na estação mais fria.

## Etnografia
Com uma densidade populacional de 3 a 4 habitantes por km², a Lapónia é escassamente povoada. O povo indígena, os lapões (sami), são de pequena estatura, braquicéfalos e falam um idioma fino-úgrico conhecido como língua lapã. Na Lapónia os lapões são uma pequena minoria, totalizando, de acordo com o Parlamento Lapónio da Suécia, 70 000 pessoas, algumas das quais ainda nómadas.
Outros lapões vivem permanentemente em aldeias dispersas pela costa e fiordes, vales ou lagos onde a pesca é possível. A maior parte dos lapões vive a maior parte do ano na Noruega (40 000). Segundo a cultura originária do norte da Europa, a Lapónia é a terra onde habita Joulupukki (Mundialmente conhecido como Pai Natal ou Papai Noel) e todo o seu séquito de duendes. Segundo a mesma cultura, o Pai Natal sai da Lapónia na noite do dia 24 de dezembro, véspera de Natal, com o seu trenó puxado por renas carregado de presentes que os distribui a todas as crianças do mundo que se comportaram bem durante o ano.

## História
O solo da Lapónia, com cerca de 2,5 mil milhões de anos, era constituído basicamente por granito. Foi coberta com inúmeras camadas de gelo durante a última era glacial. O período mais gelado foi há cerca de 20 mil anos e o gelo começou a derreter há 10 mil anos. Cerca de mil anos mais tarde a Lapónia passou a ter neve apenas durante os meses de Inverno.
Os primeiros a habitarem a Lapónia fizeram-no há oito mil anos. Os "lapões" chegaram há quatro mil anos e com uma economia baseada na caça. Assim continuaram até ao século XVI quando se iniciou o pastoreio de renas. Foi nesta época que o Cristianismo chegou à Lapónia. A agricultura teve o seu início apenas no século XIX, e até ao início do século XX não havia estradas nesta região. O transporte era feito por renas no inverno e por barcos ou a cavalo no verão.

## Natureza e turismo
A Lapónia é conhecida turisticamente pelo Sol da meia noite no Verão e pela Aurora boreal no Inverno, pela tradição de aí residir o Papai Noel e as suas renas, pelos fiordes na costa ocidental, pela pesca do bacalhau e do salmão, e pelas montanhas e florestas a perder de vista.
A vegetação é basicamente formada por coníferas na zona sul. A fauna principal compreende alces, renas, águias, falcões, ursos, lobos, peixes diversos.

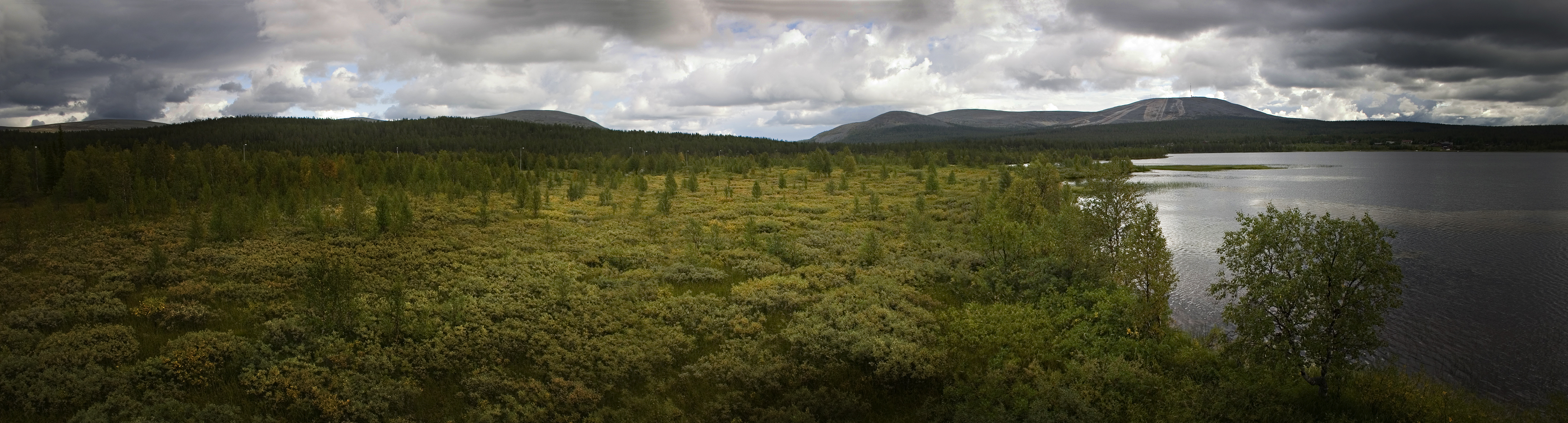
Paisagem da Lapónia na Finlândia

### Fenómenos naturais
A Aurora Boreal é o fenómeno natural mais magnífico da Lapónia. São partículas oriundas do Sol, que geram o chamado "vento solar", que ao carregarem os eletrões dos átomos de oxigénio e azoto da atmosfera geram efeitos coloridos. Para uma melhor observação, o céu deve estar limpo, sem nuvens, e será mais visível em noites de Lua Nova, a meio do Inverno.
Outro fenómeno natural é o Sol da Meia Noite. Devido à inclinação do eixo da Terra em relação ao eixo do Sol, a Lapónia, a norte do Círculo Polar Ártico passa até três meses no Inverno sem que haja claridade e até três meses durante o Verão sem que haja noite. As cores no céu transformam-se rapidamente. É de uma beleza fascinante e encantadora.

### Natal

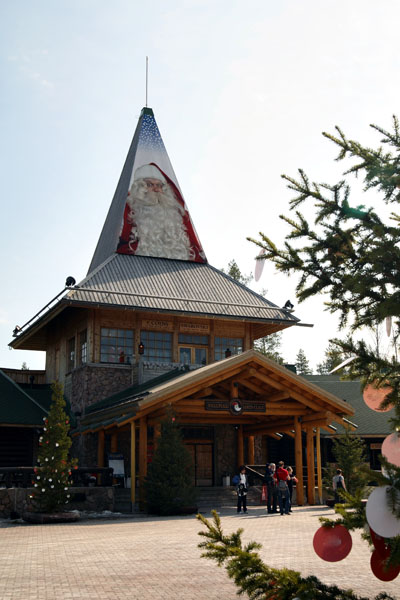
Aldeia do Papai Noel em Rovaniemi

Existe uma tradição popular que acredita que o norte da Finlândia, em Rovaniemi, é o abrigo oficial do Papai Noel (Pai Natal em português europeu) por estar inserido exatamente no Círculo Polar Ártico, o que faz a região ser uma das maiores atrações turísticas do mundo na época das festas natalinas.

### Flora e fauna
A coloração das folhas das árvores no outono da Lapónia variam entre o vermelho, o amarelo, o laranja e o violeta. Esta coloração tem início no fim de Agosto e continua até meados de Setembro, quando então algumas árvores chegam a ter folhas em tons de marrom (castanho). É em função do tamanho da noite e não pela temperatura do final do Verão que as cores se definem.
Os quatro grandes mamíferos predadores da Lapónia são o urso, o lobo, o lince e o glutão. As lebres são muito comuns e podem ser vistas nas proximidades das casas. Martas e lontras são encontradas próximas dos rios e com uma população estável, enquanto a dos esquilos varia de acordo com o número de sementes das coníferas, e as raposas vermelhas multiplicaram-se muito rapidamente e tornaram-se uma grande preocupação para as suas presas, enquanto as raposas do Ártico estão ameaçadas de extinção. Outros grandes mamíferos são as renas e alces, habitualmente encontrados próximos dos rios. Existem castores, veados, ratos-almiscarados e as martas, fugitivas das fazendas de criação. Há uma grande quantidade de lemingues, pequenos roedores da família dos Murídeos que se abrigam sob a neve durante o inverno. Entre os mamíferos marinhos, as focas e as baleias são as mais facilmente encontradas.
Nesta região são característicos o salmão, o bacalhau e a truta, mas muitos outros são os peixes encontrados. Mais de cinco espécies de pescada, lúcio, perca e outros.
No rio Tana, na Finlândia, são pescados anualmente de 100 a 150 toneladas de salmão, com os maiores exemplares chegando a pesar 30 kg quando atingem os cinco ou seis anos de idade.
O fiorde Porsanger transforma-se, na Primavera, num santuário com 350 mil unidades de aves migratórias, sendo que algumas estão de passagem, para se alimentarem e descansar, para depois seguir em direção ao Ártico, outras para a Gronelândia, outras ficam por ali nidificando, é um espetáculo diário a observação dos pássaros, neste fiorde localizado no extremo norte da Noruega. No Verão, entre Junho e Agosto, a temperatura é agradável e os dias são lindos.